# Ocean (Maryland)
Ocean es un lugar designado por el censo ubicado en el condado de Allegany en el estado estadounidense de Maryland. En el Censo de 2010 tenía una población de 32 habitantes y una densidad poblacional de 280,8 personas por km².

## Geografía
Ocean se encuentra ubicado en las coordenadas 39°36′6″N 78°56′42″O / 39.60167, -78.94500. Según la Oficina del Censo de los Estados Unidos, Ocean tiene una superficie total de 0.11 km², de la cual 0.11 km² corresponden a tierra firme y (0%) 0 km² es agua.

## Demografía
Según el censo de 2010, había 32 personas residiendo en Ocean. La densidad de población era de 280,8 hab./km². De los 32 habitantes, Ocean estaba compuesto por el 96.88% blancos, el 0% eran afroamericanos, el 0% eran amerindios, el 0% eran asiáticos, el 0% eran isleños del Pacífico, el 0% eran de otras razas y el 3.13% pertenecían a dos o más razas. Del total de la población el 0% eran hispanos o latinos de cualquier raza.